# Henryk Fros
Henryk Fros (ur. 18 stycznia 1922 w Rybniku, zm. 24 kwietnia 1998 w Krakowie) – polski jezuita, teolog, badacz literatury hagiograficznej, mediewista.

## Życiorys
Będąc harcerzem, brał udział w wojnie obronnej 1939 roku. Wzięty do niewoli radzieckiej, zdołał uciec z transportu jeńców. Do Towarzystwa Jezusowego wstąpił w czasie okupacji niemieckiej, a ukończywszy nowicjat studiował w nowosądeckim oddziale jezuickiego Wydziału Filozoficznego. Po otrzymaniu 16 kwietnia 1950 roku święceń kapłańskich kierował biblioteką kolegium w Krakowie, wykładał francuski, prowadził działalność duszpasterską głosząc rekolekcje, współpracując z wydawnictwem i publikując swoje prace. Przebywając w Brukseli (1979–1989) został pierwszym nie pochodzącym z Belgii członkiem Société des Bollandistes i jednym z redaktorów „Analecta Bollandiana”. Po powrocie do kraju do 1992 roku opracowywał kwartalnik „Polonica w historiografii współczesnej”. Publikował m.in. w „Ateneum Kapłańskim”, „Colectanea Theologica”, „Przeglądzie Powszechnym”, „Studiach Źródłoznawczych”, „Rocznikach Humanistycznych”, „Pamiętniku Literackim” i „Tygodniku Powszechnym”. Przyczyną śmierci Henryka Frosa był nowotwór mózgu.

## Wybrane publikacje
Lista publikacji:
- Twoje imię. Przewodnik hagiograficzno-onomastyczny, Kraków 1976 (wspólnie z Franciszkiem Sową).
- Wprowadzenie do mszy o świętych, Warszawa 1980-1982.
- Martyrologim, Warszawa 1984.
- Bibliothecae Hagiographicae Latinae Suplementum, Bruxelles 1986.
- Święci doby współczesnej, Kraków 1991.
- Wspomnienie świętych na każdy dzień roku, Kraków 1992.
- Święci i błogosławieni Towarzystwa Jezusowego, Kraków 1992.
- Pamiętajcie o mieszkańcach nieba – Kult świętych w dziejach liturgii, Tarnów 1994.
- Księga imion i świętych (wspólnie z Franciszkiem Sową).